# Атакамит
Атаками́т (англ. Atacamite) — минерал, гидроксихлорид меди. Впервые был найден в чилийской пустыне Атакама, назван в 1801 году Д. де Галлизеном (D. de Gallizen) по месту обнаружения.
Химическая формула атакамита — Cu2Cl(OH)3. В состав минерала входит (%): медь — 14,88; оксид меди(II) — 55,87; хлор — 16,6; вода — 12,65.
Сингония ромбическая. Встречается в виде вытянутых призматических или таблитчатых кристаллов, кроме того образует игольчатые, волокнистых и зернистые агрегаты, а также плотные массы. Цвет травянисто-зелёный. Блеск алмазный, стеклянный. Прозрачный до полупрозрачного. Черта яблочно-зелёная. Излом раковистый. Попадаются двойники этого минерала.

## История

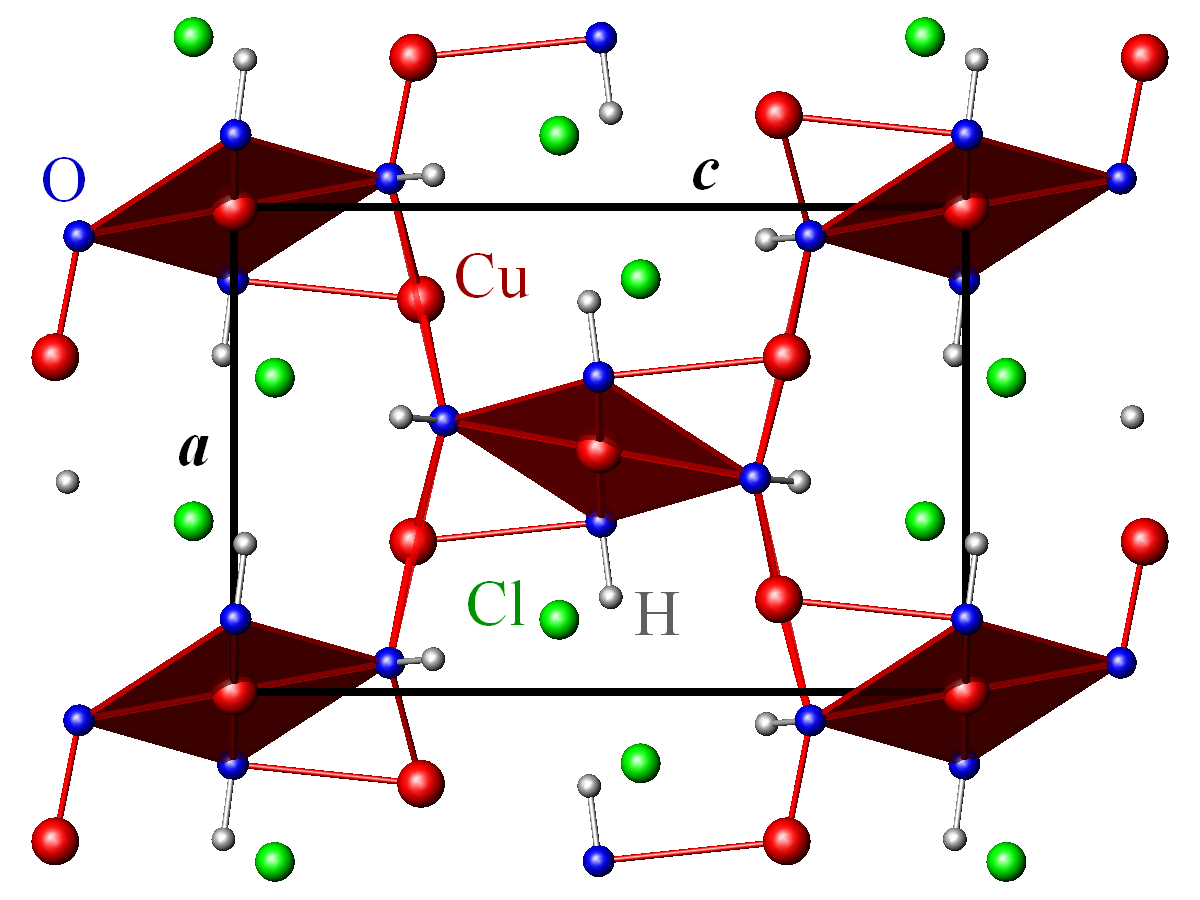
Схематическая структура

В конце XIX — начале XX века на страницах Энциклопедического словаря Брокгауза и Ефрона этот минерал был описан следующим образом:

Атакамит — медная руда, состоящая из хлористой меди и водной окиси меди (CuCl2+Cu3H6O6); кристаллизуется в ромбической системе, в призматических изумрудно-зеленых кристаллах. Большие красивые кристаллы находят в Австрии (Бурра-Бурра); друзы мелких кристаллов и жилы известны в Боливии, Чили; на штуфах из Богословска на Урале наблюдали псевдоморфозы малахита по атакамиту, воспроизведенные искусственно Чермаком— Атакамит // Энциклопедический словарь Брокгауза и Ефрона : в 86 т. (82 т. и 4 доп.). — СПб., 1890—1907.
Название этого минерала прямо указывает на место его первой находки — пустыню Атакама на севере Чили. Именно здесь располагаются самые крупные в мире залежи атакамита.

## Распространение
В зоне окисления медных месторождений атакамит развивается как вторичный продукт окисления других минералов меди. Все месторождения атакамита располагаются в засушливых регионах. Кроме того, атакамит известен в отложениях фумарол — газовых струй на склонах вулканов.
Лучшие образцы минерала добывают в Южной Австралии (шахты Уоллару). Встречается атакамит и в других местах, в частности в окрестностях Везувия и округе Пинал (Аризона, США). В последние годы (на момент 2011 года) хорошо образованные кристаллы атакамита привозят из Перу (Ика).